# DIDMOAD-синдром
DIDMOAD-синдро́м (произносится Дидмо́ад-синдро́м — аббревиатура расшифровывается как Diabetes Insipidus, Diabetes Mellitus — несахарный, сахарный диабет; Optic Atrophy — атрофия диска зрительного нерва; Deafness — тугоухость, известен также как Синдро́м Вольфра́ма) — аутосомно-рецессивно наследуемый синдром, ассоциированный с инсулинозависимым сахарным диабетом и прогрессирующей атрофией диска зрительного нерва, которые выявляют до 16-летнего возраста. Сочетается с двусторонней прогрессирующей нейросенсорной тугоухостью, несахарным диабетом центрального генеза, дисфункцией автономной нервной системы, приводящей к развитию нейропатического мочевого пузыря и другим проявлениям нейродегенерации, включающими мозжечковую атаксию, миоклональную эпилепсию и атрофию ствола головного мозга. Развёрнутая клиническая картина (фенотипически) встречается приблизительно у 75 % пациентов. Сахарный диабет неаутоиммунного генеза, клинические проявления недостаточности инсулина проявляются приблизительно в 6-летнем возрасте. Средняя продолжительность жизни достигает 30 лет, в течение этого срока происходит развитие полного фенотипа данного синдрома.

## Эпоним
Заболевание названо в честь Don J. Wolfram, M.D., впервые описавшего его у четырёх братьев и сестёр в 1938 году .

## Этиология и патогенез
Изначально развитие клинической картины синдрома Вольфрама объясняли митохондриальной дисфункцией развившейся на фоне мутаций митохондрий. Однако современными исследованиями установлено, что причина DIDMOAD-синдрома связана с дисфункцией в эндоплазматическом ретикулуме клетки.
Синдром является генетически обусловленным и его развитие является следствием инактивирующей мутации в Wolfram-гене (WFS-1), впервые описанной в 1998 году.
Всего выявлено и описано около 150 мутаций. Различают две генетические формы: синдром Вольфрама 1 (англ. WFS1) и синдром Вольфрама 2 (англ. WFS2).

## Клиническая картина
Заболевание обычно начинается в детском возрасте, когда манифестируют несахарный и сахарный диабет, затем присоединюются и прогрессируют глухота и атрофия зрительных нервов. Синдром может быть полным (развиваются все компоненты) или неполным (может остуствовать либо глухота, либо атрофия зрительных нервов).

## Лечение
Симптоматическое.
Основной составлюящей лечебной тактики пациентов с данным прогрессирующим заболеванием является поддержка семей и обучение детей практическим навыкам, если у них сохраняется приемлемая острота зрения, а также коррекция атонии мочевого пузыря, с целью предотвращения развития гидронефроза и хронической почечной недостаточности.

## Прогноз
Серьёзен и неблагоприятен. Средний возраст гибели пациентов с синдромом Вольфрама составляет 30 лет.

## Профилактика
Молекулярная этиология синдрома в настоящее время доказана. Выявление инактивирующей мутации в Wolfram-гене (WFS-1 или WFS-2) может помочь в планировании семьи.